# هاروارد (ایلینوی)
هاروارد، ایلینوی (به انگلیسی: Harvard, Illinois) یک شهر در ایالات متحده آمریکا با جمعیت ۹٬۴۴۷ نفر است که در ایلی‌نوی واقع شده‌است.